# Takeshi Hamada
Takeshi Hamada (濱田 武?, Hamada Takeshi; Osaka, 21 dicembre 1982) è un ex calciatore giapponese, di ruolo centrocampista.